# 23 × 115 mm
Cet article possède un paronyme, voir Calibre 23 mm.

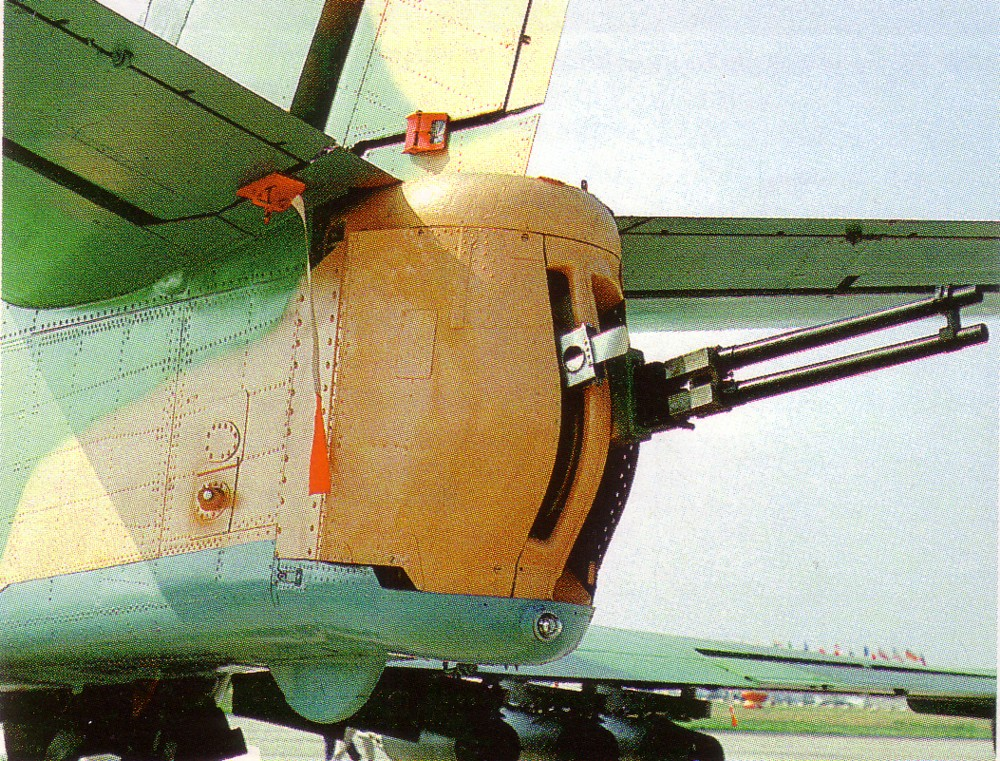
Canon GSh-23 dans la queue d'un Iliouchine Il-102.

L'obus 23 x 115 mm était une munition utilisée par l'Union soviétique, et demeure en dotation dans certains pays de la CEI. Il est tiré notamment par les canons automatiques embarqués, et plus particulièrement par le GSh-23 (en) et le GSh-6-23. Bien que ces deux canons ne soient plus utilisés par l'armée de l'air russe et aient été remplacés par le canon GSh-301 de calibre 30 mm, ils restent en service dans d'autres pays.
| Spécifications:                                        | |
| ------------------------------------------------------ | --- |
| Dimensions:                                            | 23 mm × 115 mm |
| Vitesse en sortie de canon (dépend de l'arme utilisée) | 700 m/s à 750 m/s |
| Masse du projectile:                                   | 175 g |
| Énergie :                                              | 42 875 à 49 200 joules à la bouche du canon |
| Armes:                                                 | - Nudelman-Suranov NS-23, utilisé dans les avions An-2, Il-10, Il-22, La-7, La-15, MiG-9, Yak-7, Yak-9U, Yak-15, Yak-17, et le Yak-23. - Nudelman-Rikhter NR-23, utilisé dans les avions MiG-15, La-15, MiG-17. - Afanasev Makarov AM-23 (en), utilisé dans les bombardiers Tu-16, Tu-95, Il-54 (en), et les avions de transport An-8, An-12 et Il-76. - Gryazev-Shipunov GSh-23 (en), utilisé dans les chasseurs MiG-21, MiG-23, Soko J-22 Orao, HAL Tejas, IAR-93 (en), dans les bombardiers Tu-22M et Tu-95, l'hélicoptère PZL W-3, et l'avion de transport Il-76. - Gryazev-Shipunov GSh-6-23, utilisé à bord des Su-15, Su-24 et MiG-31. |